# Кузнец (Брянская область)
Кузнец — деревня в Клинцовском районе Брянской области в составе Рожновского сельского поселения.

## География
Находится в западной части Брянской области на расстоянии приблизительно 12 км на запад-юго-запад по прямой от вокзала железнодорожной станции Клинцы.

## История
Основана генеральным судьёй Иваном Бороздной в середине XVIII века, до 1781 года входила в Новоместскую сотню Стародубского полка. В середине XX века работал колхоз «Красный луч». В 1859 году здесь (деревня Суражского уезда Черниговской губернии) учтено было 38 дворов, в 1892—80.

## Население
Численность населения: 267 человек (1859), 526 человек (1892), 46 человек (2002), 18 человек (2010), 12 человек (2013).
Будет упразднен как фактически не существующий в связи с переселением всех жителей на постоянное место жительства в другие населённые пункты